# Comatacta insularis
Comatacta insularis là một loài ruồi trong họ Tachinidae.